# Ріногобіус річковий
Ріногобіус річковий (Rhinogobius flumineus) — вид риб родини Оксудеркових (Oxudercidae). Поширена виключно в Японії від Сідзуоки і Тоями на захід до Хонсю, Сікоку і Кюсю. Прісноводна демерсальна риба, що сягає 7 см завдовжки.
Утримується в акваріумах. Рекомендовані умови утримання: температура 15—25 °C, pH 6,5—7,5, твердість 8—20°.